# Nolfo II Montefeltro
Nolfo II Montefeltro va ser fill de Frederic II Paolo Novello Montefeltro. Junt amb son germà Antoni II Montefeltro va ser senyor d'Urbino del 1364 al 1369. El 1371 va ser creat vicari pontifici perpetu de Cagli, però la va perdre al cap de poc enfront dels Gabrielli. El 1377 es va casar amb Margherita Gabrielli, filla de Cante Gabrielli, senyor de Cantiano. No se segur que deixés successió, però se li atribueix una filla de nom desconegut que es va casar amb Pierfrancesco Brancaleoni, senyor de Casteldurante, Sassocorvaro, S. Angelo in Vado, Montelocco, Montemaggio, Sorbetolo, Arsiccio, Lunano i Petrella di Massa.